# Лесная Неёловка
 Лесная Неёловка (в ГКГН — Лесная Нееловка) — село в Базарно-Карабулакском районе Саратовской области в составе городского поселения Свободинское муниципальное образование.

## География
Находится на расстоянии менее 2 километров по прямой на север от районного центра — посёлка Базарный Карабулак.

## История
Основана в 1675 году помещиком Василием Неёловым, потом перешла в руки помещиков Столыпиных, в 1784 году построена Троицкая церковь (в 1936 году разобрана). В начале XIX века село принадлежало Алексею Емельяновичу Столыпину, прадеду М. Ю. Лермонтова. В 1811 году А.Е. Столыпин завещал Нагорную Неёловку с окрестными деревнями своему сыну Афанасию.

## Население
| 2002 | 2010 |
| ---- | ---- |
| 492  | ↘455 |

Постоянное население составляло 492 человека в 2002 году (русские 99 %), 455 в 2010.

## Достопримечательности
Живописные сосновые боры.